# ブランカ2世
ブランカ2世（アラゴン語: Blanca II, 1424年6月9日 - 1464年12月2日）は、ナバラおよびアラゴン王女。アラゴン王フアン2世とナバラ女王ブランカ1世の次女。ビアナ公カルロスの同母妹、ナバラ女王レオノールの同母姉、アラゴン王兼カスティーリャ王フェルナンド2世の異母姉。

## 生涯
1440年に従弟に当たるカスティーリャ王太子アストゥリアス公エンリケ（後のエンリケ4世）と結婚した。しかし、エンリケはブランカと一切肉体関係を持とうとせず、1453年にローマ教皇ニコラウス5世の承認を取りつけた上で離婚した（翌1454年にカスティーリャ王に即位、1455年に自身とブランカの従妹に当たるポルトガル王女ジョアナと再婚）。ブランカは処女のまま実家に帰され、父フアン2世によってモンカダ塔に監禁された。
父は母との結婚によってナバラ王位に就いていたが、母が1441年に死去した後は、2人の間の子供が王位を継承する取り決めになっていたにもかかわらず、ナバラ王位を手放さなかった。これを不当とする人々が、ブランカの兄カルロスをナバラ王（カルロス4世）に推し立てて内戦となったが、カルロスは王位を得られないまま1461年に死去した。カルロスの支持者は彼が相続人に指名したブランカをナバラ女王ブランカ2世と呼んだが、ブランカは1464年に謎の死を遂げた（父に毒殺されたとする説もある）。ブランカ2世の支持者は後継者に同母妹のレオノールを推した。